# Ghințură de colți
Ghințura de colți (Gentiana orbicularis, sinonim Calathiana orbicularis) este o plantă pitică cu flori din familia Gentianaceae. Este asemănătoare cu ghințura de primăvară.

## Descriere
Ghințura de colți are frunzele mici, aproape rotunde, cele inferioare sunt înghesuite una peste alta. Floarea are culoarea albastru viu. Ghințura înflorește în lunile iulie-august. Caliciul este lung, de cele mai multe ori umflat, cu cinci muchii proeminente, ascuțite și cinci dințișori.

## Răspândire
În România, crește prin locurile ierboase și stâncoase din munții Rodnei, Bârsei, Bucegi și Făgărașului.